# Стокгольмское воззвание

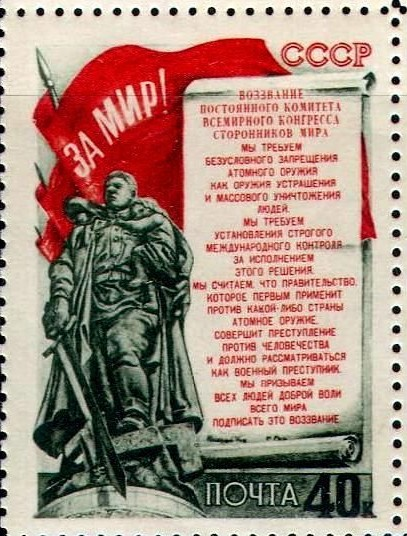
Почтовая марка 1951 года с началом текста Стокгольмского воззвания

Стокгольмское воззвание — документ, принятый на сессии Постоянного комитета Всемирного конгресса сторонников мира, проходившей в Стокгольме с 15 по 19 марта 1950 года по инициативе Фредерика Жолио-Кюри — автора текста воззвания и первой подписи под ним. Текст воззвания от имени Постоянного комитета Всемирного конгресса сторонников мира (в дальнейшем преобразован во Всемирный совет мира) включал следующие требования:

- Мы требуем безусловного запрещения атомного оружия как оружия устрашения и массового уничтожения людей.
- Мы требуем установления строгого международного контроля за исполнением этого решения.
- Мы считаем, что правительство, которое первым применит против какой-либо страны атомное оружие, совершит преступление против человечества и должно рассматриваться как военный преступник.

Под названием «О запрете применения атомного оружия» воззвание было опубликовано в газете «Правда» 20 марта 1950 года. Сбор подписей под воззванием продолжался с марта по ноябрь 1950 года; подписи поставили 273 470 566 человек (иногда называется цифра до 500 млн человек), из них 115 514 703 человека в СССР (практически всё взрослое население страны). Кроме того, среди подписантов были 14 миллионов французов, 17 миллионов итальянцев, 1 миллион англичан, 2 миллиона американцев, 3 миллиона японцев.

## Известные люди, подписавшие воззвание

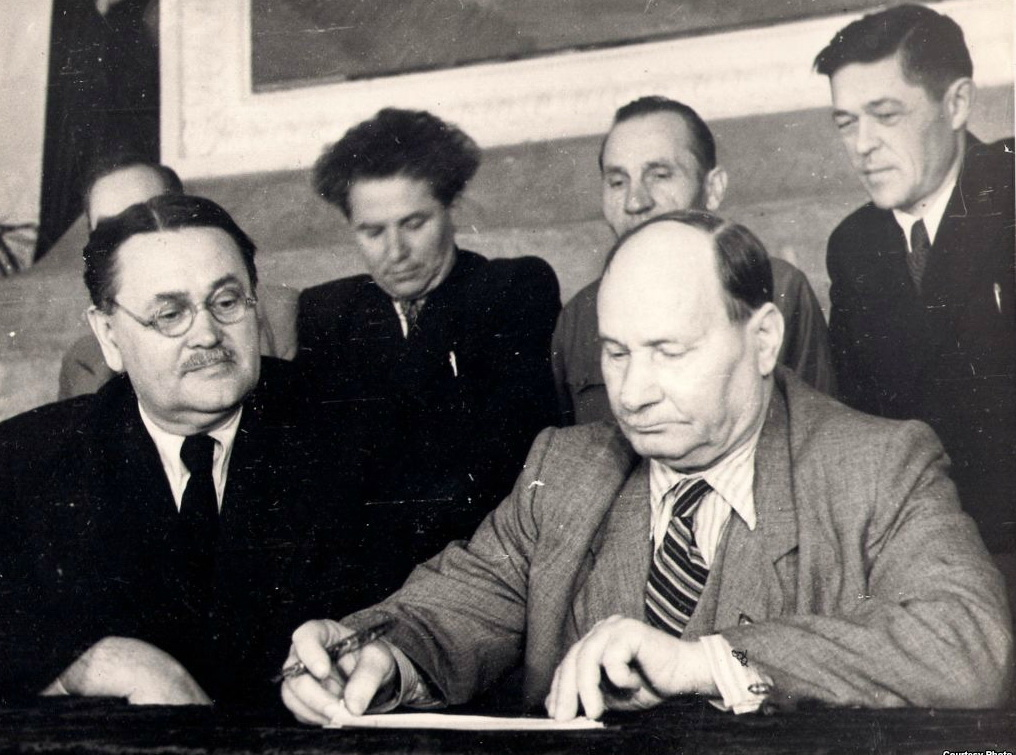
Якуб Колас и директор Ботанического института АН БССР Василий Купревич подписывают Стокгольмское воззвание. 1950 год

- Луи Арагон
- Марк Шагал
- Жак Ширак[4]
- Дюк Эллингтон
- Илья Эренбург
- Томас Манн[5]
- Ив Монтан
- Пабло Неруда
- Пабло Пикассо
- Дмитрий Шостакович
- Василий Купревич
- Якуб Колас

## Отношение к подписавшим и не подписавшим воззвание
О. В. Ивинская пишет с чужих слов (с 1949 года по апрель 1953 года она находилась в заключении), что якобы Б. Л. Пастернак несколько дней отказывался подписать Стокгольмское воззвание. Известный поэт Евгений Аронович Долматовский подтверждает, что Пастернак, как и все советские писатели, это воззвание подписал.
В США агитация за подписание Стокгольмского воззвания фиксировалась осведомителями ФБР в доносах о неблагонадёжных поступках лиц, наблюдаемых в связи с т. н. подрывной деятельностью (англ. subversive activity). Среди таковых был издатель газеты «Honolulu Record» Франк Маршалл Девис (за ним наблюдали одновременно с Полем Робсоном — другим известным американским борцом за мир). На 13-й странице одного из доносов на Дэвиса, начинающегося со слов «Конфиденциальный информатор вымарано, имеющий известную степень надёжности, сообщает…» приведены в качестве заслуживающих внимания ФБР высказывания Девиса в связи с агитацией за подписание Стокгольмского воззвания, которую он вёл через газету «Honolulu Record»:

В номере Honolulu Record от 31 августа 1950 года ДЭВИС заявляет:
Меня научили, что и демократия, и христианство верят в братство людей, в принципы мира на земле и доброй воли в отношении всего человечества, и я поверил этому.
Вот почему я подписал призыв к миру во всём мире, обнародованный в марте в Стокгольме, и вот почему я убеждаю других поступать так же. Я делаю это, полностью осознавая, что эти мои призывы являются «подрывными», и что ФБР сядет мне на хвост, если «Honolulu Record» будет следовать этому пути.
Оригинальный текст (англ.)In the Honolulu Record edition of August 31, 1950, DAVIS states:

"They taught me that both democracy and christianity beleived in the brotherhood of man, in the principle of peace on earth, goodwill toward all mankind, and I beleived them.

"That is why I have signed the World Peace Appeal issued last March in Stockholm and why I shall urge others to do likewise. I do this in full knowledge that such action is ’subversive’ and that the FBI will be put on my tail, if the Honolulu Advertiser has its way".— Досье ФБР на Франка Маршалла Девиса. Honolulu File 100-5082, С. 13 (в файле С. 41).